# 児玉元次
児玉 元次（こだま もとつぐ）は、安土桃山時代から江戸時代にかけての武将。毛利氏の家臣。通称は六次郎。父は毛利氏の五奉行を務めた児玉元良。

## 生涯
毛利氏の五奉行を務めた児玉元良の末子として生まれ、毛利輝元と毛利秀就の2代に仕えた。
天正17年（1589年）1月11日、輝元の加冠により元服し、「元」の偏諱を与えられる。同年、輝元に従って上洛し、豊臣秀吉から豊臣姓を下賜された。また、同年7月13日には従五位下に叙せられ、宮内少輔に任官した。
慶長5年（1600年）の関ヶ原の戦い後は、幼少の秀就の後見として江戸へ付き従った。この頃の元次は母方の「湯原」の苗字を名乗っており、慶長6年（1601年）1月7日に輝元と秀就から「又右衛門尉」の官途名を与えられた際の宛名が「湯原六次郎」となっている。
寛永2年（1625年）7月23日、江戸で死去。嫡男の就次は慶長7年（1602年）に既に死去していたため、就次の子の就信が後を継いだ。